# Stasikówka
Stasikówka – przysiółek wsi Poronin w Polsce położony w województwie małopolskim, w powiecie tatrzańskim, w gminie Poronin.
Przysiółek choć jest częścią wsi Poronin to od dawna odznaczał się odrębnością od macierzy, w latach 30 XX w. na Stasikówce otwarto szkołę podstawową, w latach 1984-1992 wybudowano Kościół św. Józefa Rzemieślnika który od 2013 roku pełni rolę kościoła parafialnego w Stasikówce. W roku 1993 powstała jednostka OSP.
Przysiółek stanowi osobne sołectwo Stasikówka. Prawa samodzielnego sołectwa Stasikówka otrzymała w 1997 roku.
Położony jest przy drodze wojewódzkiej łączącej Poronin z Bukowiną Tatrzańską oraz przejściem granicznym na Łysej Polanie. Przez Stasikówkę spływa potok Poroniec.
W latach 1975–1998 Stasikówka administracyjnie należała do województwa nowosądeckiego.

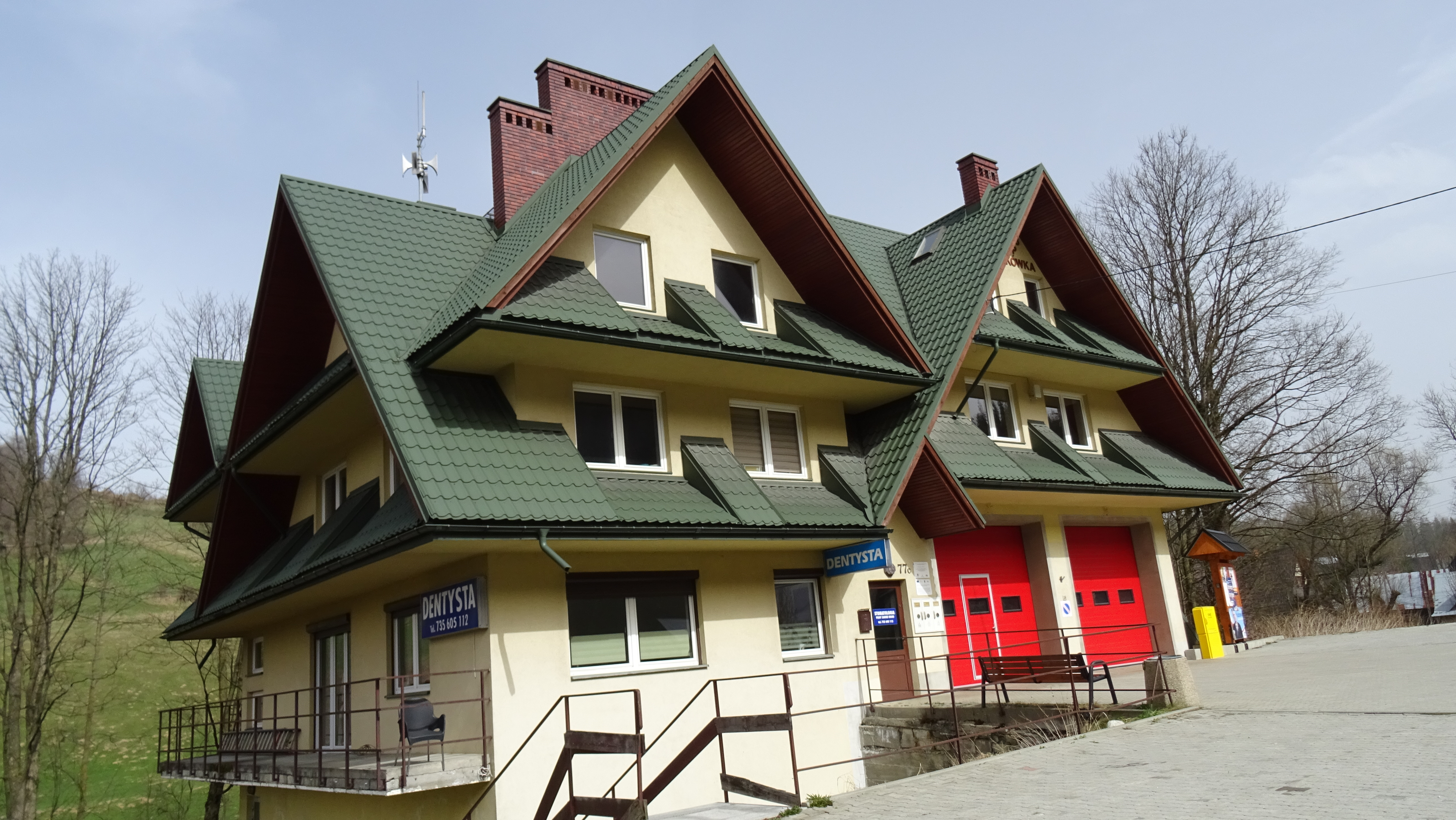
Budynek OSP Stasikówka
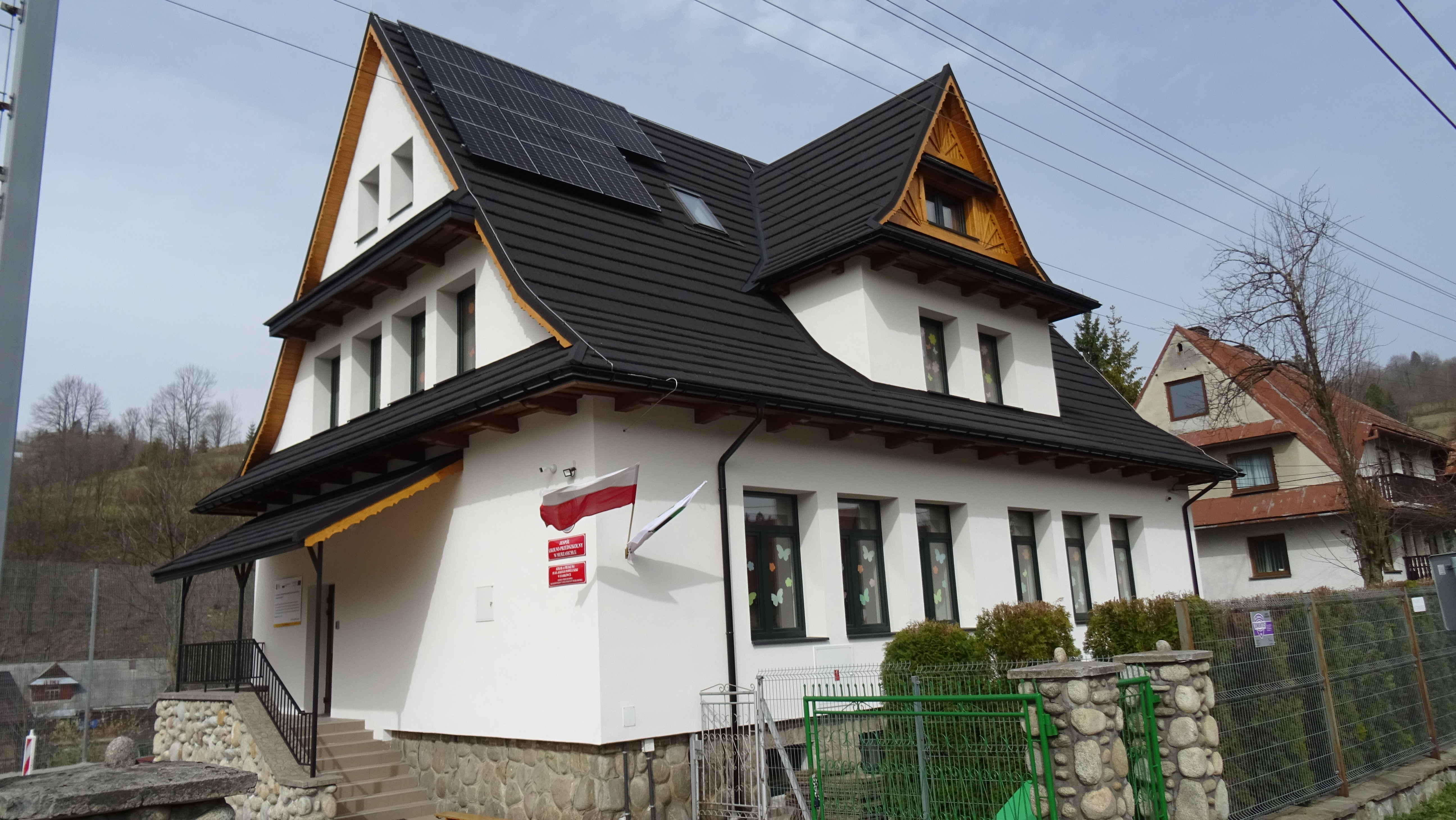
Szkoła Podstawowa im. ks. Jerzego Popiełuszki w Stasikówce

Posiada znaczną bazę noclegową w pokojach gościnnych, pensjonatach i w tym w agroturystyczne. W rejonie miejscowości znajduje się wiele wyciągów narciarskich.

## Integralne części przysiółka
| przysiółki | Do Laska, Mur, Kowalówka, Golaczki |
| ---------- | ---------------------------------- |